# Strongylaspis championi
Strongylaspis championi är en skalbaggsart som beskrevs av Bates 1884. Strongylaspis championi ingår i släktet Strongylaspis och familjen långhorningar.
Artens utbredningsområde är:
- Costa Rica.
- Guatemala.

Inga underarter finns listade i Catalogue of Life.